# Jin Shuren

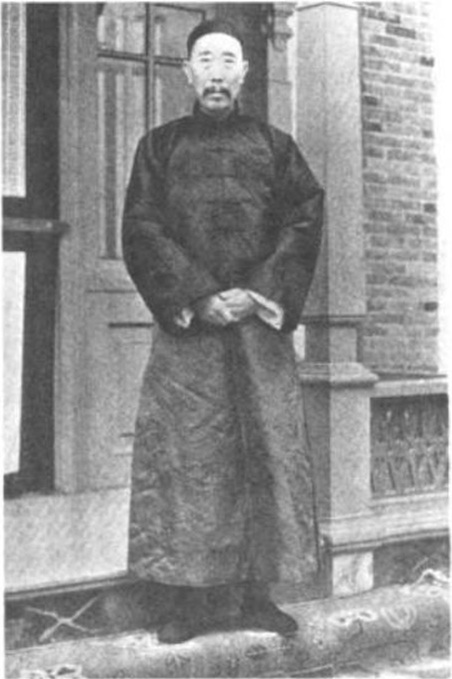
Bild von Jin Shuren (ungefähr aus dem Jahr 1928)

Jin Shuren (auch Chin Shu-jen, chinesisch 金樹仁, Pinyin Jīn Shùrén, * 1883 in der Provinz Gansu; † 1941 in der Provinz Gansu) war ein Kriegsherr in der Republik China und von 1928 bis 1933 Gouverneur von Xinjiang.

## Amtszeit als Gouverneur
Im Jahr 1928 putschten Kuomintang-Sympathisanten unter der Führung des Außenministers der Provinz Fan Yao Nan gegen den lange Zeit regierenden Gouverneur von Xinjiang, Yang Zengxin, und ermordeten diesen. Dessen enger Vertrauter, Jin Shuren, wiederum ließ Fan und die Putschisten festnehmen und erschießen. Daraufhin regierte er fortan selbst.
Im Jahr 1928 sandte er Burhan Shahidi in die Weimarer Republik, um die politischen und wirtschaftlichen Bedingungen Deutschlands zu studieren. Über eine Annäherung an die Weimarer Republik wollte er dem ständigen britisch-russischen bzw. britisch-sowjetischen Ringen um Einfluss in Xinjiang teilweise zu entgehen.
Während seiner gesamten Amtszeit regelte Jin die Einreise von Ausländern nach Xinjiang äußerst restriktiv. Trotzdem befanden sich im gesamten Verlauf seiner Amtszeit Deutsche und Schweden im Rahmen der Chinesisch-Schwedischen Expedition in Xinjiang.
Jins Amtszeit war geprägt durch seinen Hass auf die Muslime der Region, allen voran die Uighuren. Diese Politik führte zu Spannungen zwischen den Hanchinesen und den muslimischen Bevölkerungsgruppen sowie zu Aufständen der mehrheitlich muslimischen Uighuren und Kasachen der Provinz. Einer dieser Aufstände war die Hami-Rebellion von 1931 bis 1933 – diese begann durch die Abschaffung des Chanats Hami durch Jin Shuren in den Jahren 1930 und 1931.
Im April 1933 löste Sheng Shicai Jin Shuren ab. Im September 1933 floh er über die Sowjetunion nach Kernchina. Im Jahr 1941 starb er in der Provinz Gansu.